# Teizo Takeuchi
Teizo Takeuchi (竹内 悌三, Takeuchi Teizo, né le 6 novembre 1908 à Tokyo au Japon et mort le 12 avril 1946) est un footballeur japonais.